# Fulchran-Jean Harriet

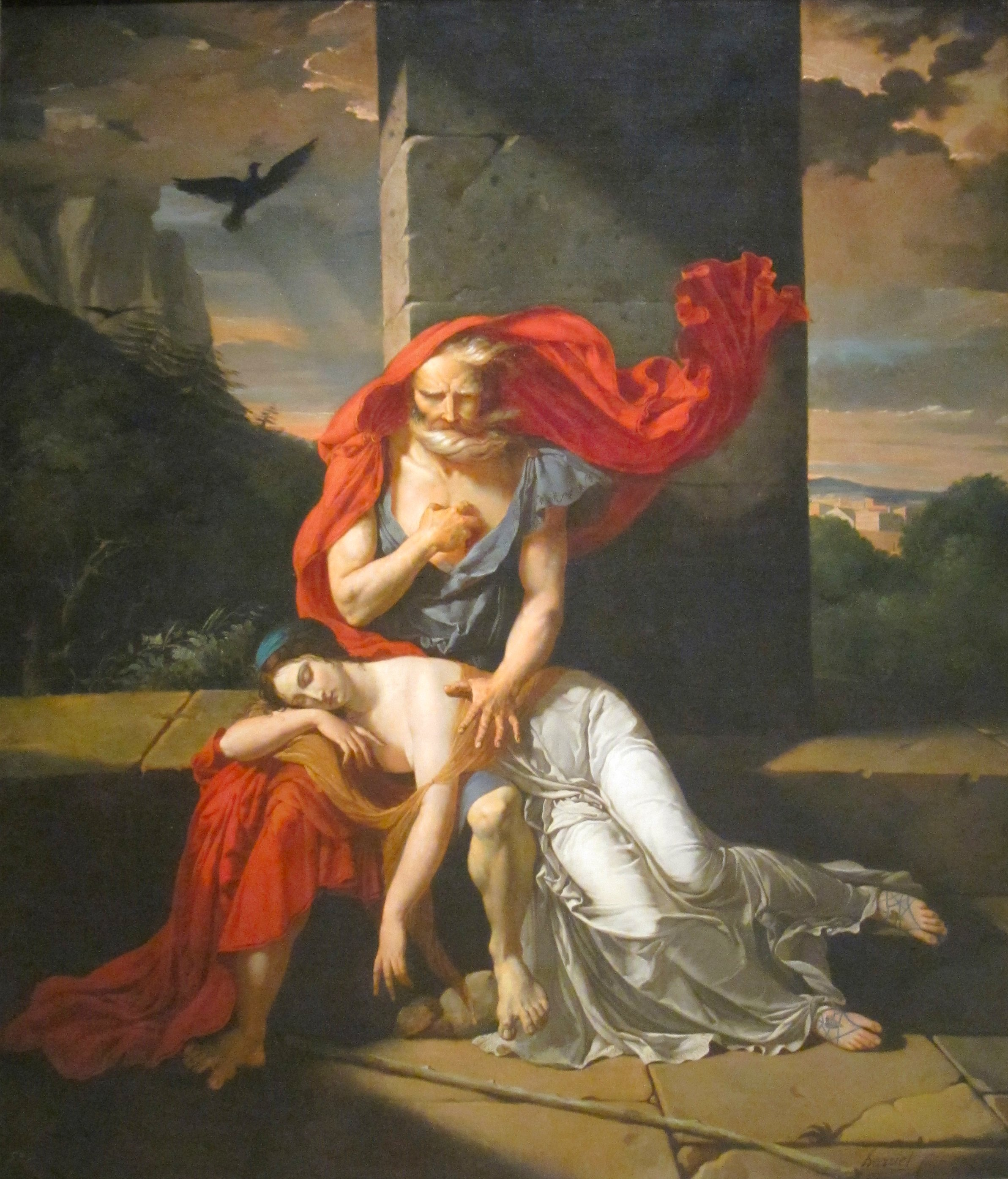
Edipo en Colono, 1798 (Cleveland, Museo de Arte).

Fulchran-Jean Harriet (1776-9 de septiembre de 1805) fue un pintor académico francés.

## Biografía
Nació en París. Alumno de Jacques-Louis David, ganó el Premio de Roma en 1793 con Bruto, muerto en batalla, es devuelto a Roma, y en 1798 con un cuadro sobre el tema de la Batalla de los Horacios y los Curiacios.
Expuso en el Salón de París de 1796 a 1802. En el Salón de 1806 se organizó una exposición póstuma de su obra, aunque se había improvisado una anterior en la Academia Francesa de Roma poco después de su muerte allí en 1805, centrada en su gran lienzo inacabado Horacio Cocles defendiendo el puente Sublicio.

## Pinturas exhibidas en el salón
- 1796
  - n° 200, Ariadna abandonada por Teseo en la isla de Naxos
  - n° 201, Dos temas extraídos de la historia de Hero y Leandro
  - Dibujos: n° 202 Edipo en Colono y Safo y Anacreonte
- 1799
  - n° 155, Retrato de la ciudadana G.. en el baño
- 1800
  - n° 181, Virgilio moribundo
  - n° 182, La muerte de Rafael, dibujo alegórico
  - Retrato de una mujer
- 1802
  - Retrato de un autor
  - Retrato de un niño
- 1806
  - n° 244 Hylas secuestrado por Ninfas, mencionado como perteneciente a su viuda, artista por derecho propio
  - n° 245 Hero y Leandro, dibujo, mencionado como perteneciente a su viuda

## Obras

### Sobrevivientes

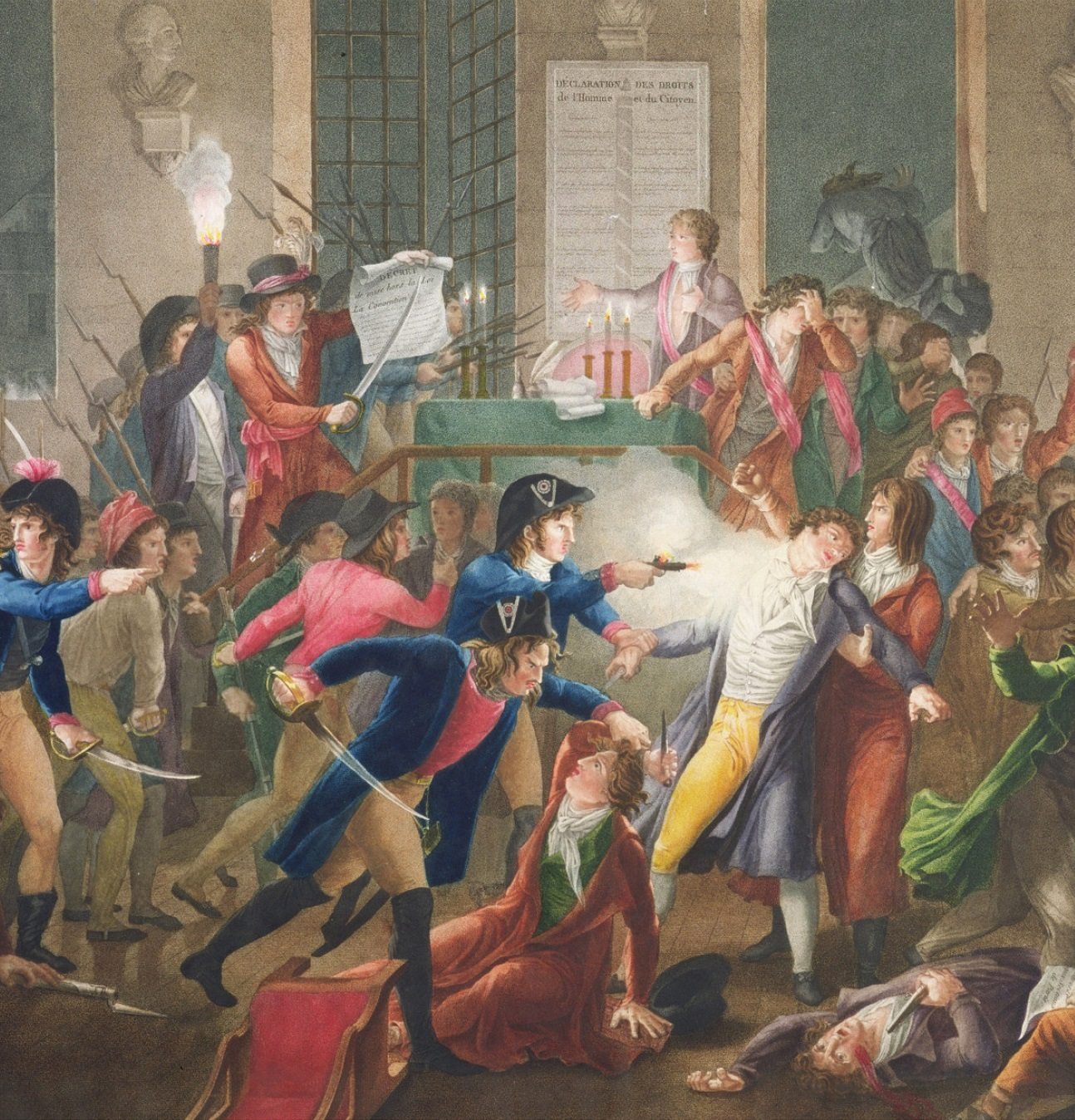
Detención de los simpatizantes de Robespierre. En el centro de la imagen, el gendarme Merda dispara a Robespierre. (Grabado en color de Jean-Joseph-François Tassaert a partir del cuadro de Harriet, Museo Carnavalet).

- Retrato de un niño sosteniendo un aro, Orleans, Musée des Beaux-Arts, óleo sobre lienzo, 51x38cm, firmado y fechado en el aro Harriet fecit 1797, comprado por la ciudad en 1901.
- Batalla de los Horacios y los Curiacios, París, École nationale supérieure des Beaux-Arts, óleo sobre lienzo, 113x145, Premio de Roma de pintura en 1798, adquirido el 27 de diciembre de 1884.[2]
- Cabeza de un hombre joven Archivado el 29 de septiembre de 2007 en Wayback Machine., posiblemente un autorretrato, París, Museo del Louvre, crayón, 40x32cm, anotado en la esquina inferior derecha: Hariette, Élève de David, mort à Rome, en la base 1795, anteriormente en la colección del pintor Pierre-Maximilien Delafontaine, otro alumno de David, comprado en 1999 a la galería de Bayser, París; bibliografía: François Viatte, Revue du Louvre, 1999, n° 4, página 93, n° 12.
- Marat muriendo, Versalles, Musée Lambinet, óleo sobre lienzo.
- Edipo en Colonus, 1798, Cleveland, Museo de Arte.

### Documentadas por grabados
- La noche del 9/10 thermidor, año II Archivado el 29 de septiembre de 2007 en Wayback Machine., o El Arresto de Robespierre, Paris, Musée Carnavalet, grabado en color de Jean-Joseph-François Tassaert según Harriet.
- Brutus, muerto en batalla, es devuelto a Roma, 1793.

### Ventas públicas
- Céfalo y Procris, óleo sobre lienzo, 96x182, Sotheby's, Nueva York, 28 de febrero de 1990, lote 3, valorado en 15.400 $.